# Баженов, Пётр Николаевич
Петр Николаевич Баженов (24 ноября 1840 — не ранее 1908) — русский военачальник, генерал от инфантерии (1908), мемуарист и военный писатель. 

## Биография
Родился в 1840 году. Образование: Петровский Полтавский кадетский корпус (специальные классы, выпуск 1859 года), Константиновское военное училище, Николаевская академия Генерального штаба.
После окончания академии в 1865 году был назначен офицером для поручений при штабе Одесского военного округа. На протяжении без малого четверти века служил в различных штабах. Вероятно, участвовал в Русско-турецкой войны 1877—1878 годов, а дальнейшем выступил автором-составителем капитального (900 страниц) труда «Действия русской кавалерии во время Русско-Турецкой войны 1877-78 гг. на Балканском полуострове», изданного в 1904 году.
В 1885—89 годах — командир Клястицкого 18-го драгунского полка. В 1889 году Баженов был произведён в генерал-майоры. Далее занимал следующие должности:
- Командир 1-й бригады 12-й кавалерийской дивизии (1889)
- Начальник штаба 14-го армейского корпуса (1889—1891)
- Командир 1-й бригады 12-й кавалерийской дивизии (повторно; 1891—1897)
- Начальник 2-й кавалерийской дивизии (1897—1900)
- Начальник 4-й пехотной дивизии (1900—1901)

Принимал участие в Русско-японской войне в качестве генерала, состоящего в распоряжении командующего 2-й Маньчжурской армией. Об этих событиях оставил мемуары: «Сандепу-Мукден. Воспоминания очевидца-участника войны», изданные в 1911 году в Санкт-Петербурге. В конце карьеры Баженов, вероятно, произведённый в генерал-лейтенанты ещё в 1897 году, занимал должность начальника Минской местной бригады. В 1908 году был уволен в отставку с производством в генералы от инфантерии.
Вероятнее всего, Баженов был ещё жив на момент выхода Военной энциклопедии Сытина (1911—1915), в которой ему посвящена биографическая статья.
Генерал от инфантерии Баженов был женат, имел троих детей. Был награждён рядом русских орденов, вплоть до ордена Святой Анны 1-й степени, и гессенским орденом Филиппа Великодушного (командорской степени).
Дата его смерти неизвестна.

## Сочинения П. Н. Баженова
- Действия русской кавалерии во время Русско-Турецкой войны 1877-78 гг. на Балканском полуострове / Сост. Ген. штаба ген.-лейт. Баженов. - Санкт-Петербург: Воен. тип., 1904., 907 с.
- Сандепу-Мукден: Воспоминания очевидца-участника войны / П.Н. Баженов (ген.-от-инфант.). - Санкт-Петербург : Сев. кн-во, 1911., 362 с.